# Племя (фильм, 1998)
«Племя» (англ. The Tribe) — художественный фильм-драма 1998 года режиссёра Стивен Полякофф. Мировая премьера: 21 июня 1998 года.

## Сюжет
Джейми получает от своего начальника, крупного застройщика, задание: любыми средствами выселить из старого жилого комплекса не желающих съезжать владельцев. Эти люди одеваются во всё чёрное и живут обособленно по одним им известным правилам. Они сами по себе, их не любят и боятся соседи. Но, выполняя поручение, Джейми невольно попадает под обаяние этой странной компании и сближается с их лидером — загадочной Эмили.

## В ролях
- Джоэли Ричардсон
- Джереми Нортэм
- Анна Фрил
- Тревор Ив
- Лора Фрейзер
- Джонатан Рис-Майерс
- Шон Френсис
- Джордж Костиган
- Эмма Амос
- Майкл Фист
- Джулиан Райнд-Татт
- Кейт Иситт
- Руперт Пенри-Джонс
- Андреас Вишневски
- Джон Боулер
- Того Игава

## Съёмочная группа
- Режиссёр: Стивен Полякофф
- Продюсеры: Саймон Кертис, Джордж Фабер, Анита Оверлэнд
- Сценарист: Стивен Полякофф
- Композитор: Эдриан Джонстон
- Оператор: Вит Дамбаль